# Enpinanga labuana
Enpinanga labuana är en fjärilsart som beskrevs av Rothschild 1894. Enpinanga labuana ingår i släktet Enpinanga och familjen svärmare. Inga underarter finns listade i Catalogue of Life.